# برج التطوير
برج التطوير (بالإنجليزية: Evolution Tower)‏، (بالروسية: Башня Эволюция)، هو ناطحة سحاب في تقسميمات 2 و3 كجزء من المركز الدولي موسكو الأعمال في موسكو، روسيا. تتكون من 55 طابق وبارتفاع 246 متر (807 قدم) وبمساحة إجمالية 169000 متر مربع. تتميز بكونها تتخذ شكل شريط الDNA . تم تصميمها من قبل المهندس المعماري البريطاني Tony Kettle و Philipp Nikandrov بالتعاون مع البروفيسور Karen Forbes من جامعة ايدنبورغ Edinburgh. بدأ إنشاء البرج عام 2011 واكتمل في اواخر 2014م.

## التصميم
وقد تم تصميم البرج من قبل RMJM جنبا إلى جنب مع الفنان الإسكتلندي كارين فوربس.نقلا عن مطور فكرة الابراج اللولبية الفنان العالمي المعروف وليد كراجه أيقونة العمارة العالمية، يبدو اثنين من أشرطة اللف حول بعضها البعض. الملتوية كل منها 3 درجات فيما يتعلق واحد السابقة، بلغ مجموعها 135 درجة. واستلهم تصميم البرج من قبل صورا لكاتدرائية القديس فاسيلي برج تبارك وتاتلين. وبدأ بناء البرج في عام 2011، واكتمل في عام 2014.

## مراحل الإنشاء

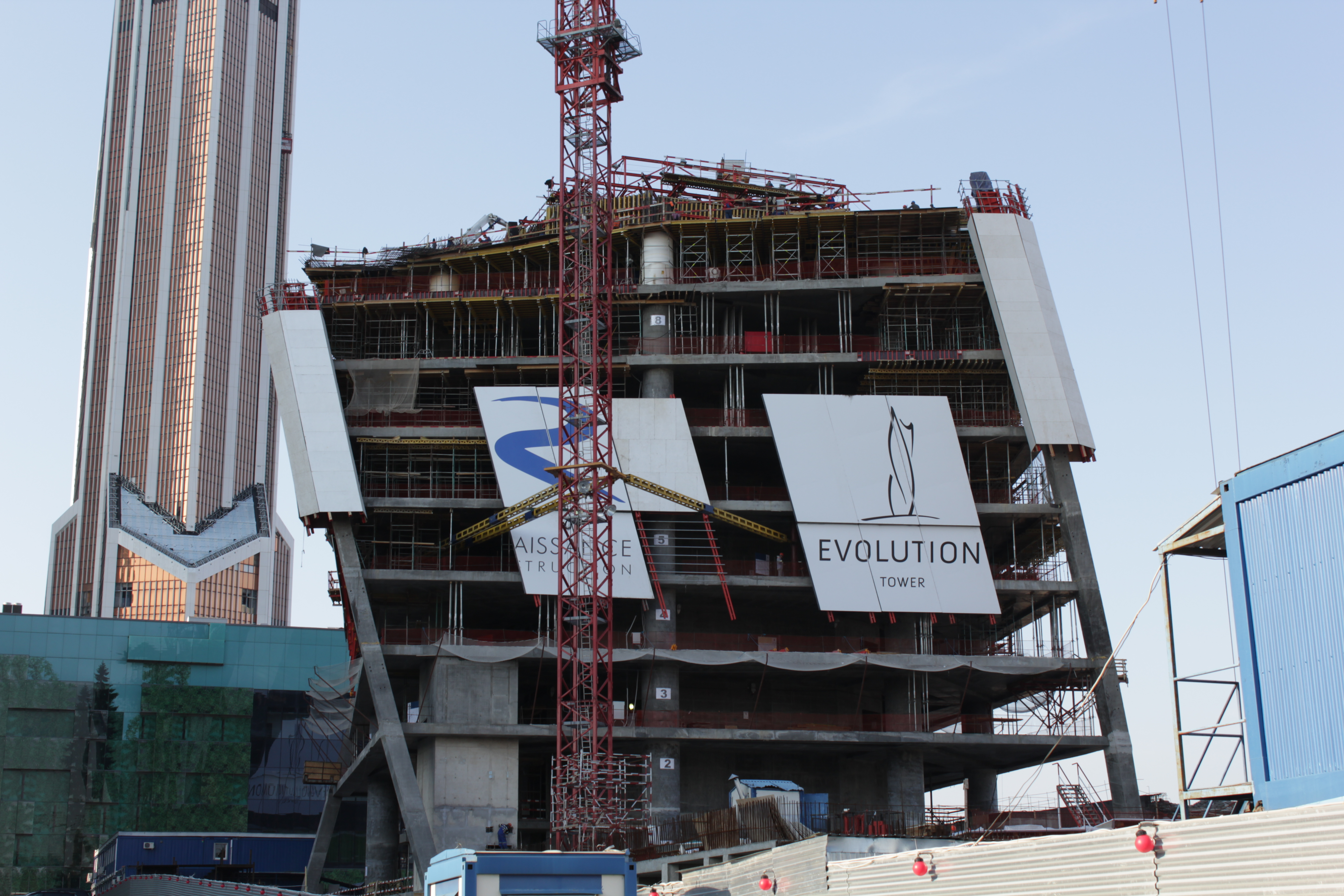
في سبتمبر 2012
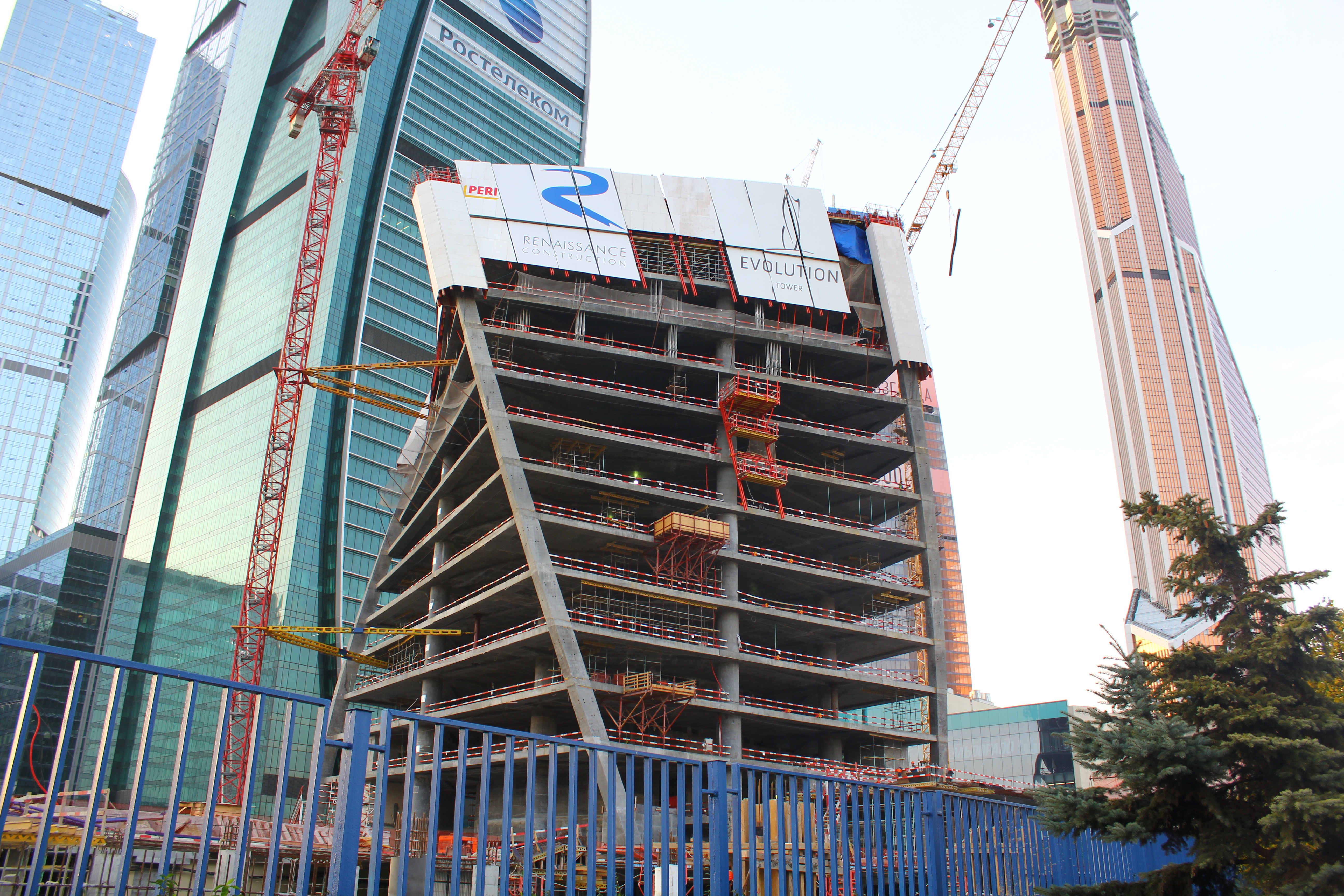
في أكتوبر 2012
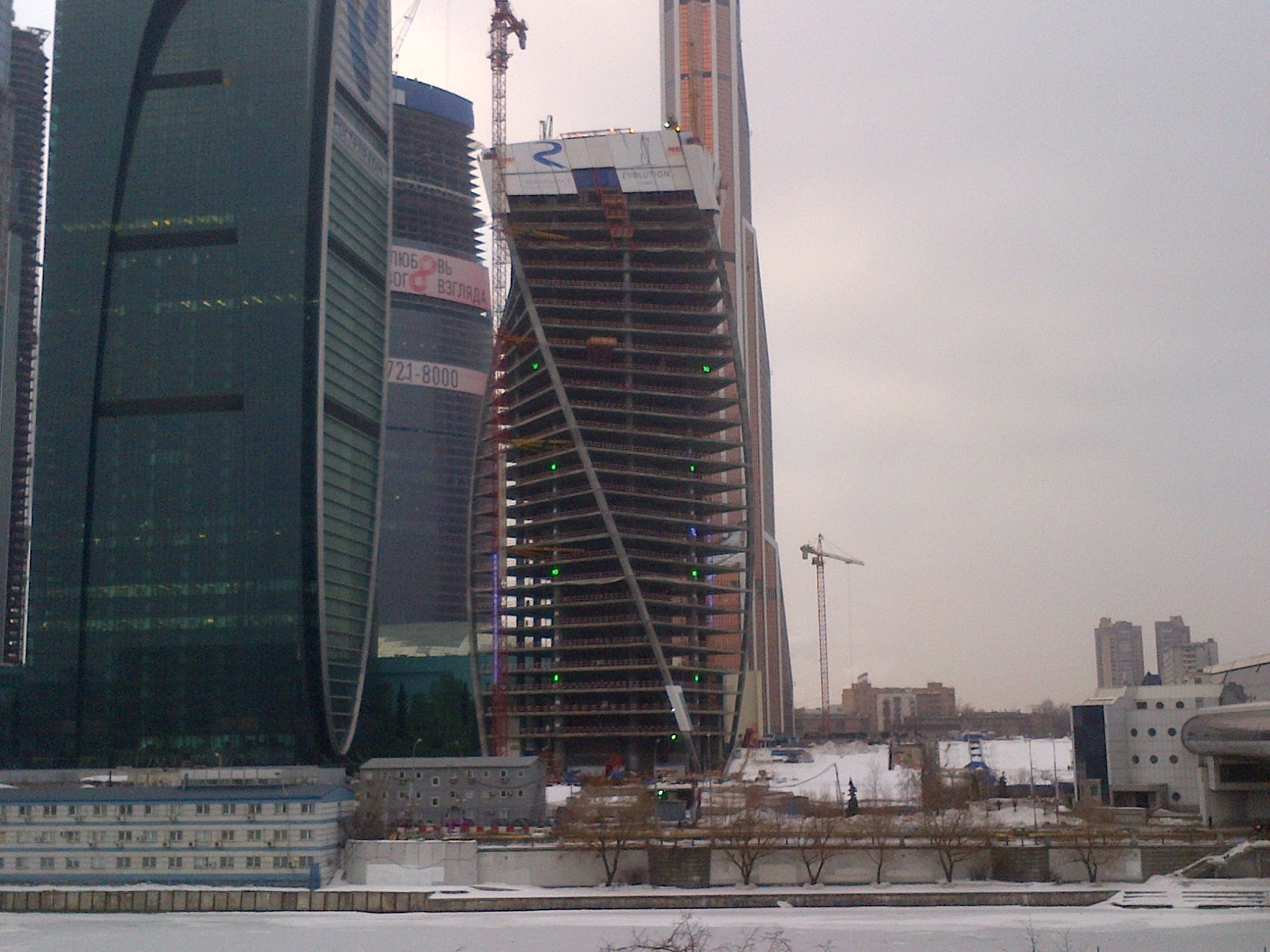
في فيفري 2013
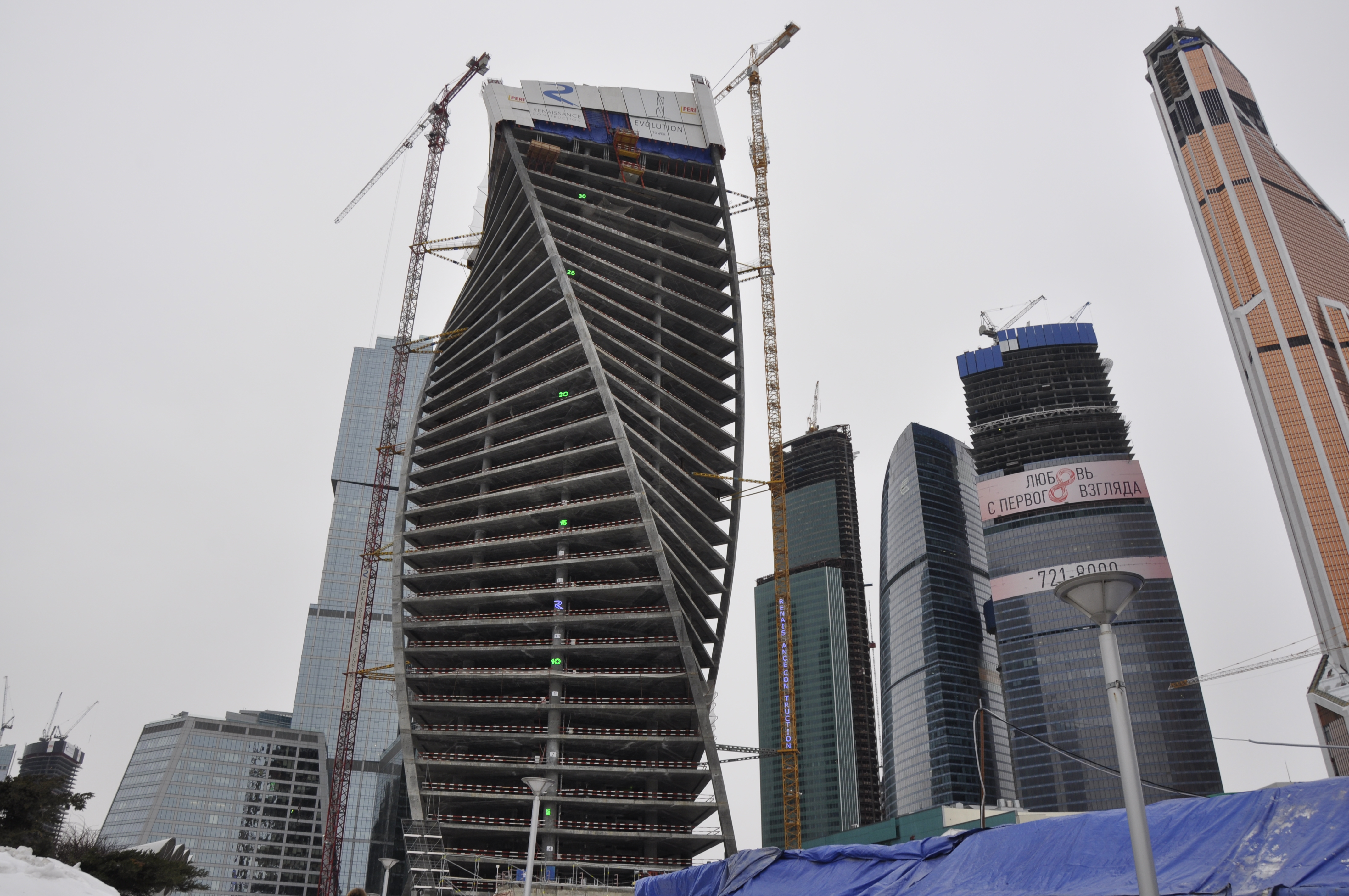
في مارس 2013
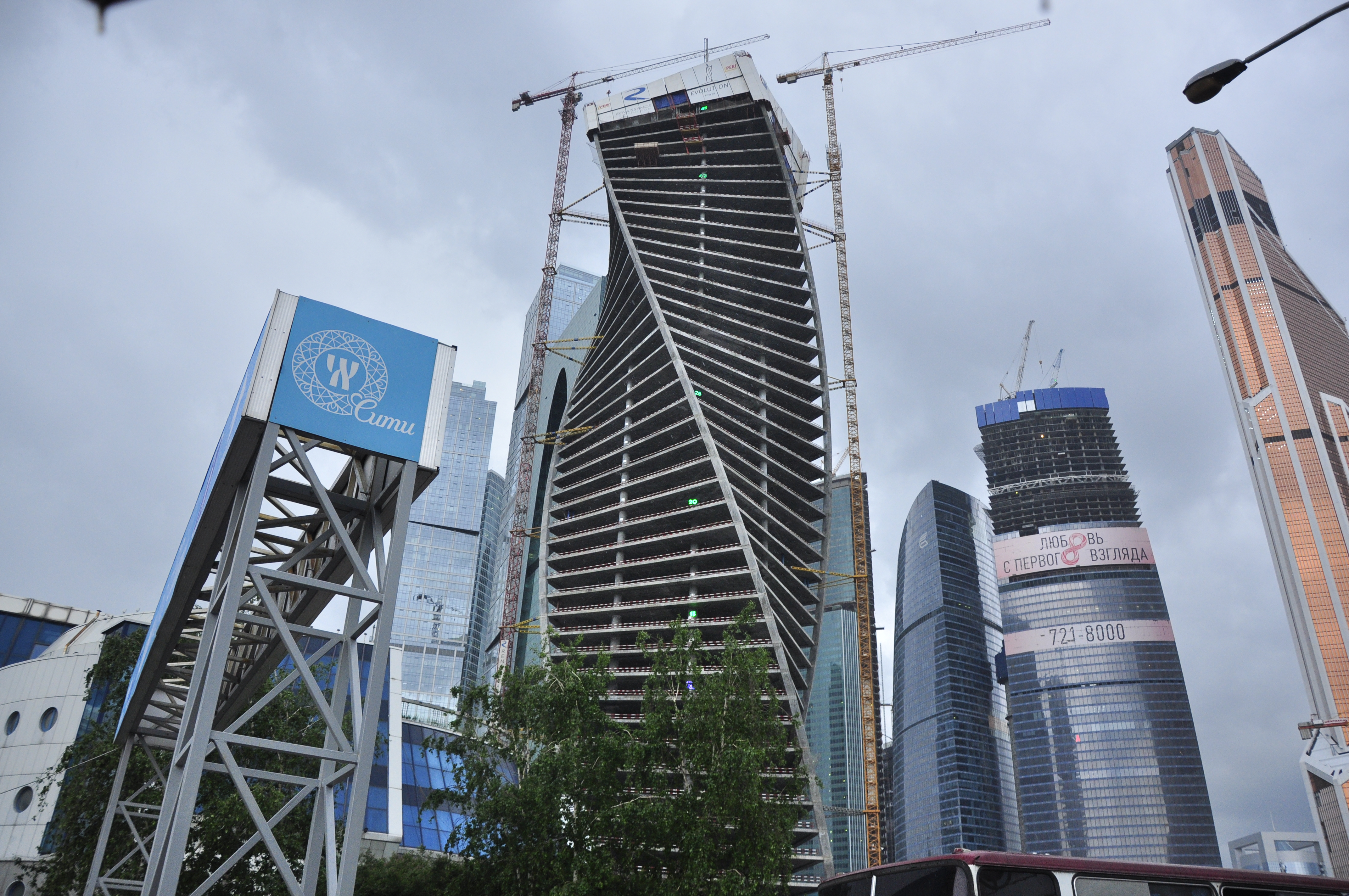
في أفريل 2013
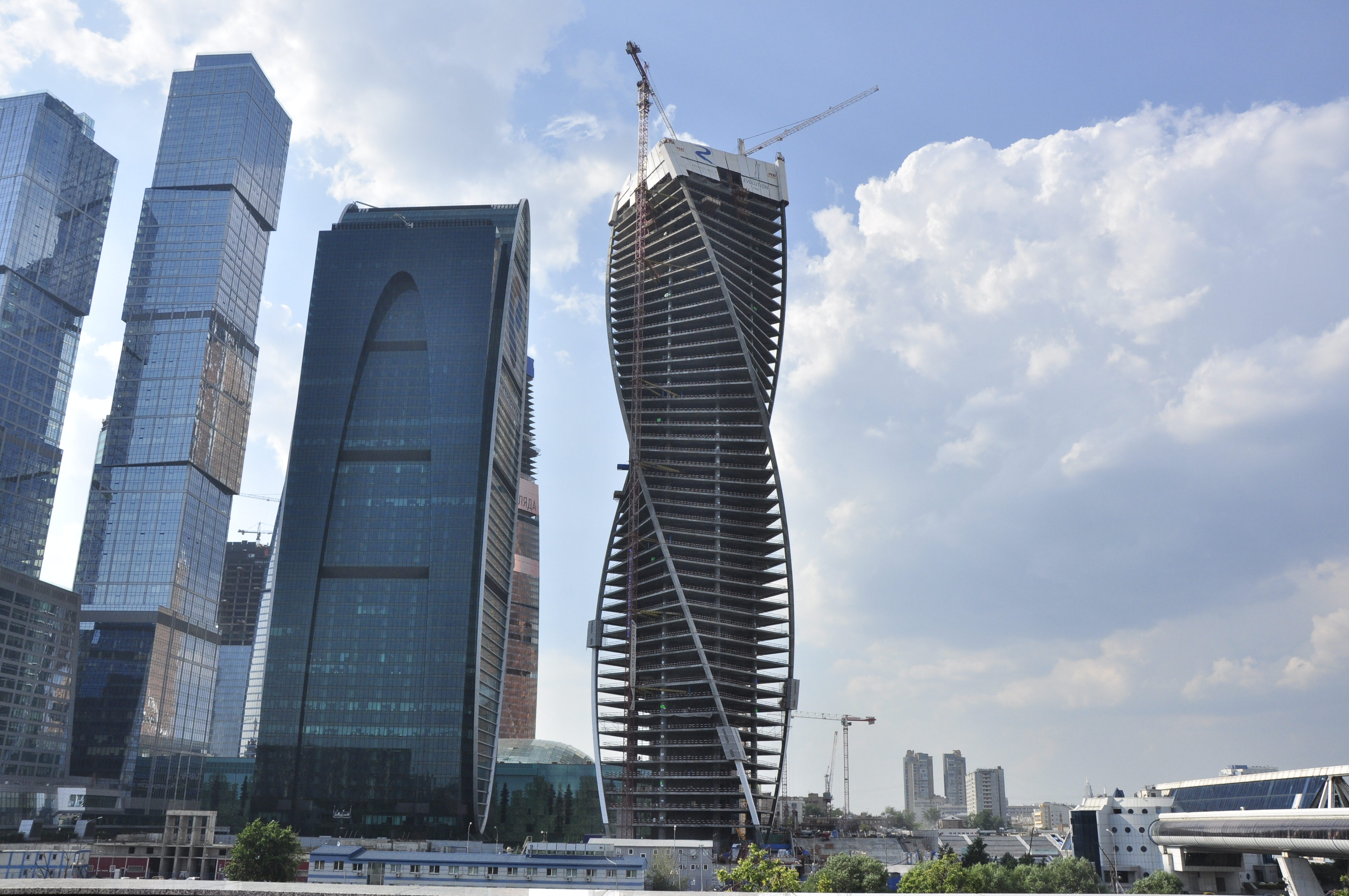
في جوان 2013
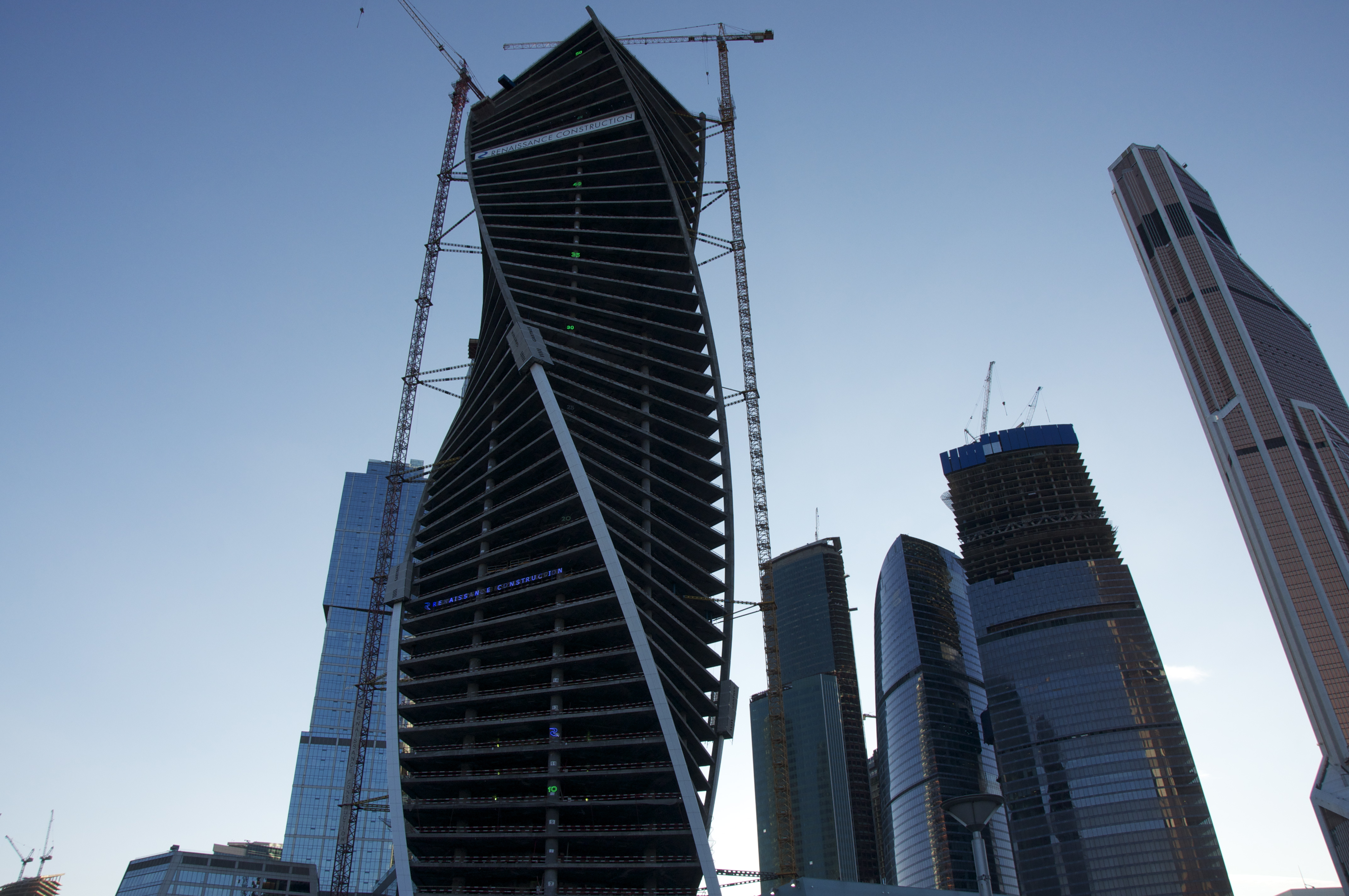
في أوت 2013
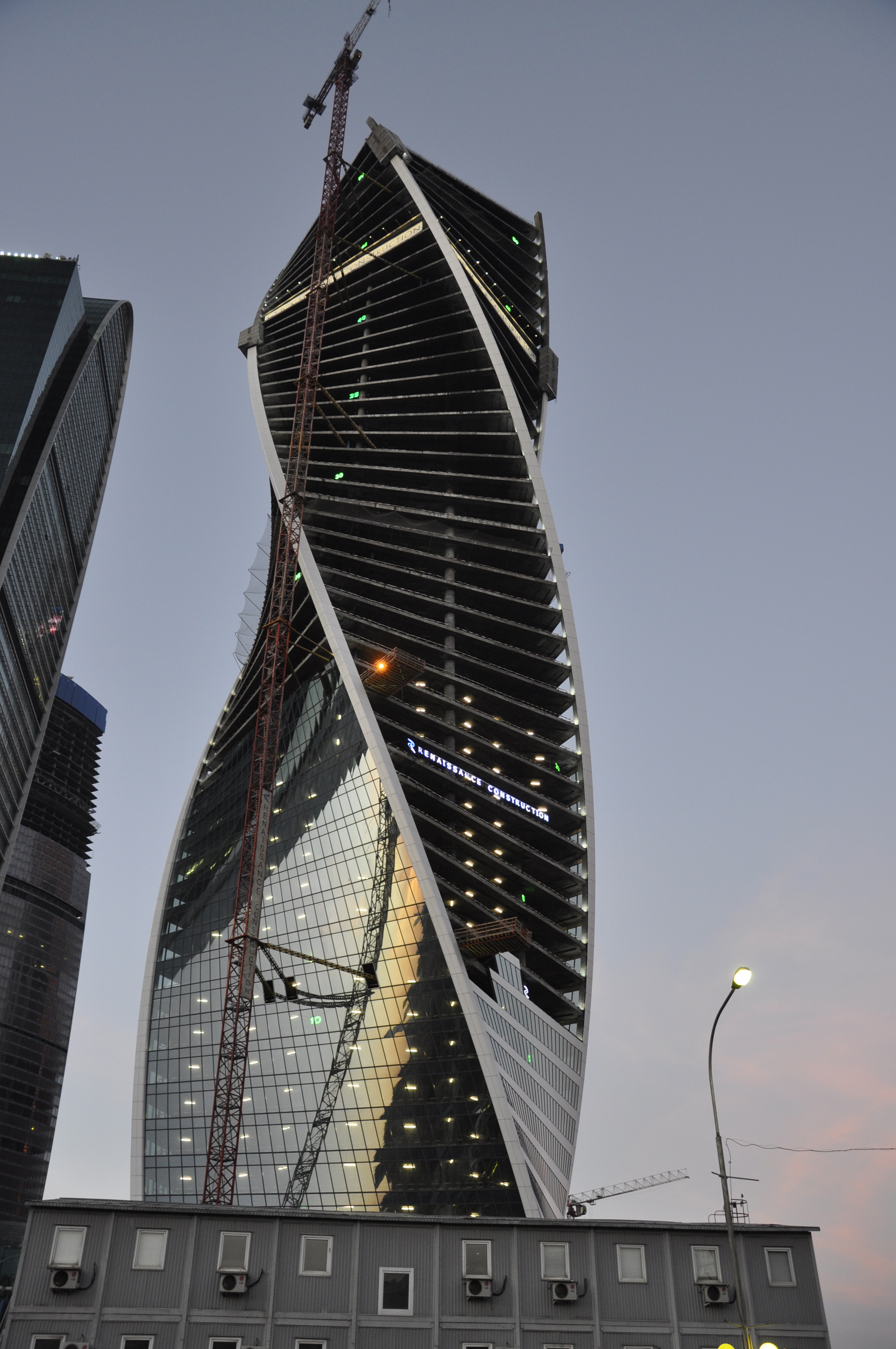
في ديسمبر 2013
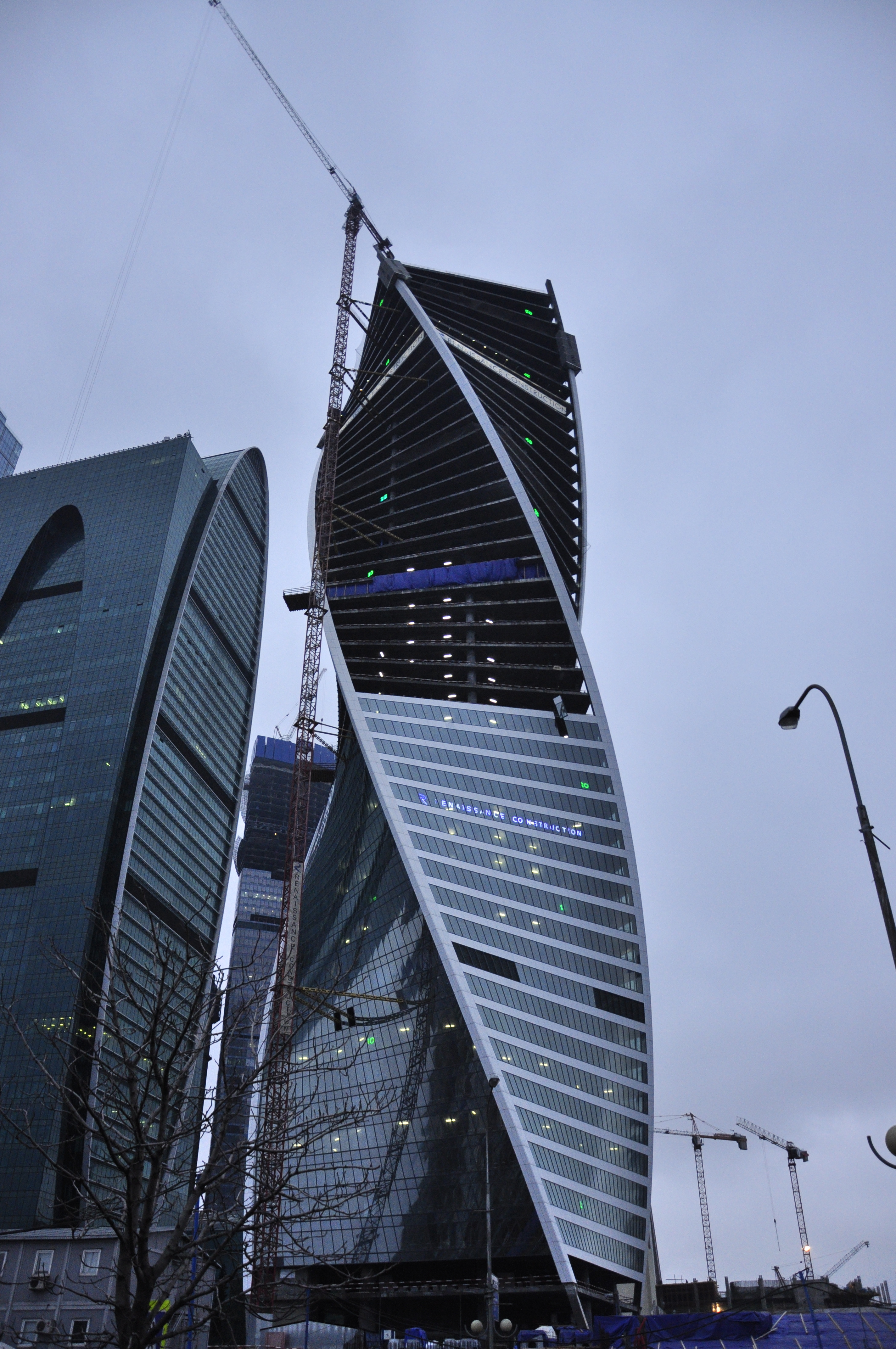
في فيفري 2014
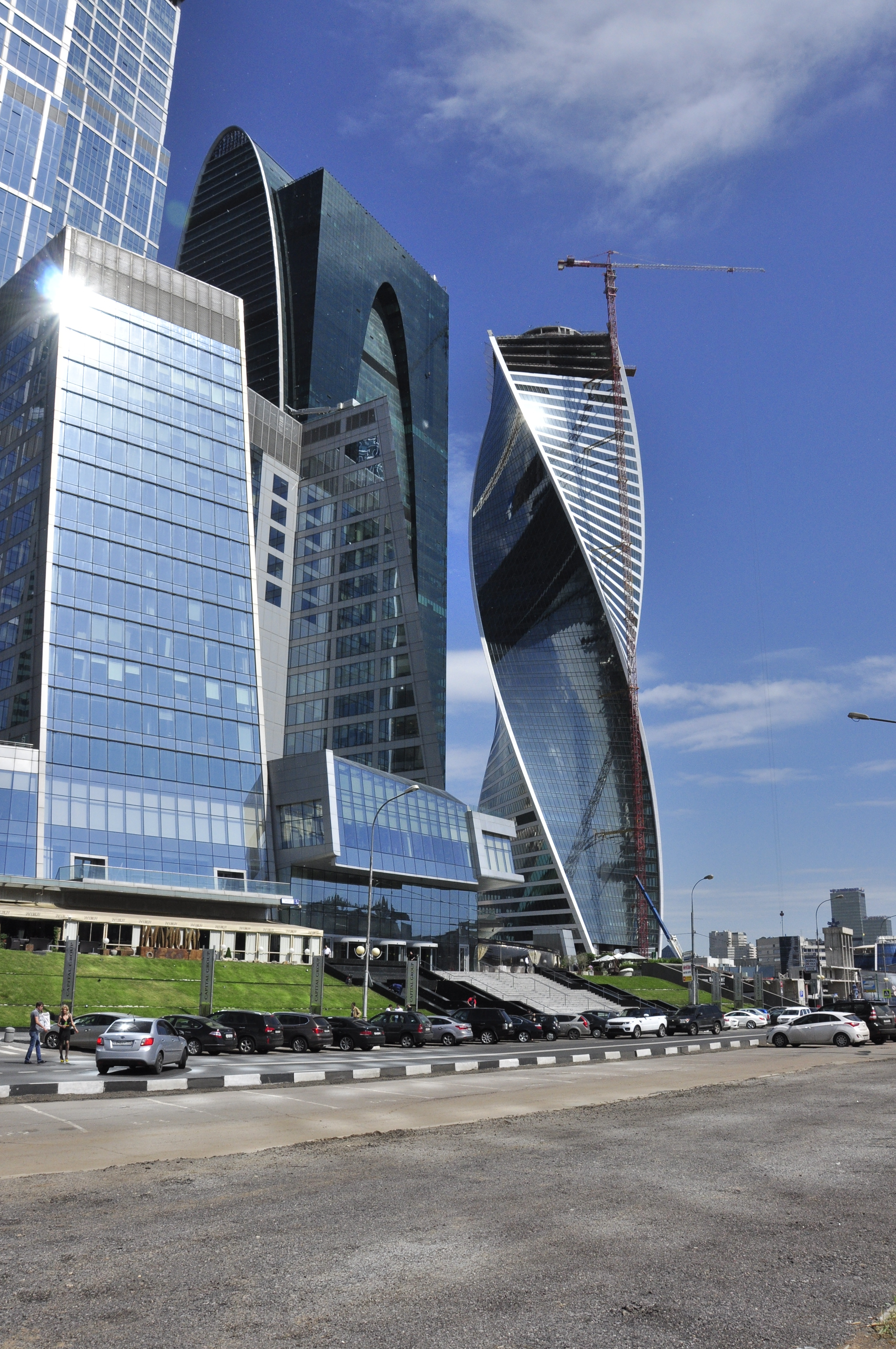
في ماي 2014
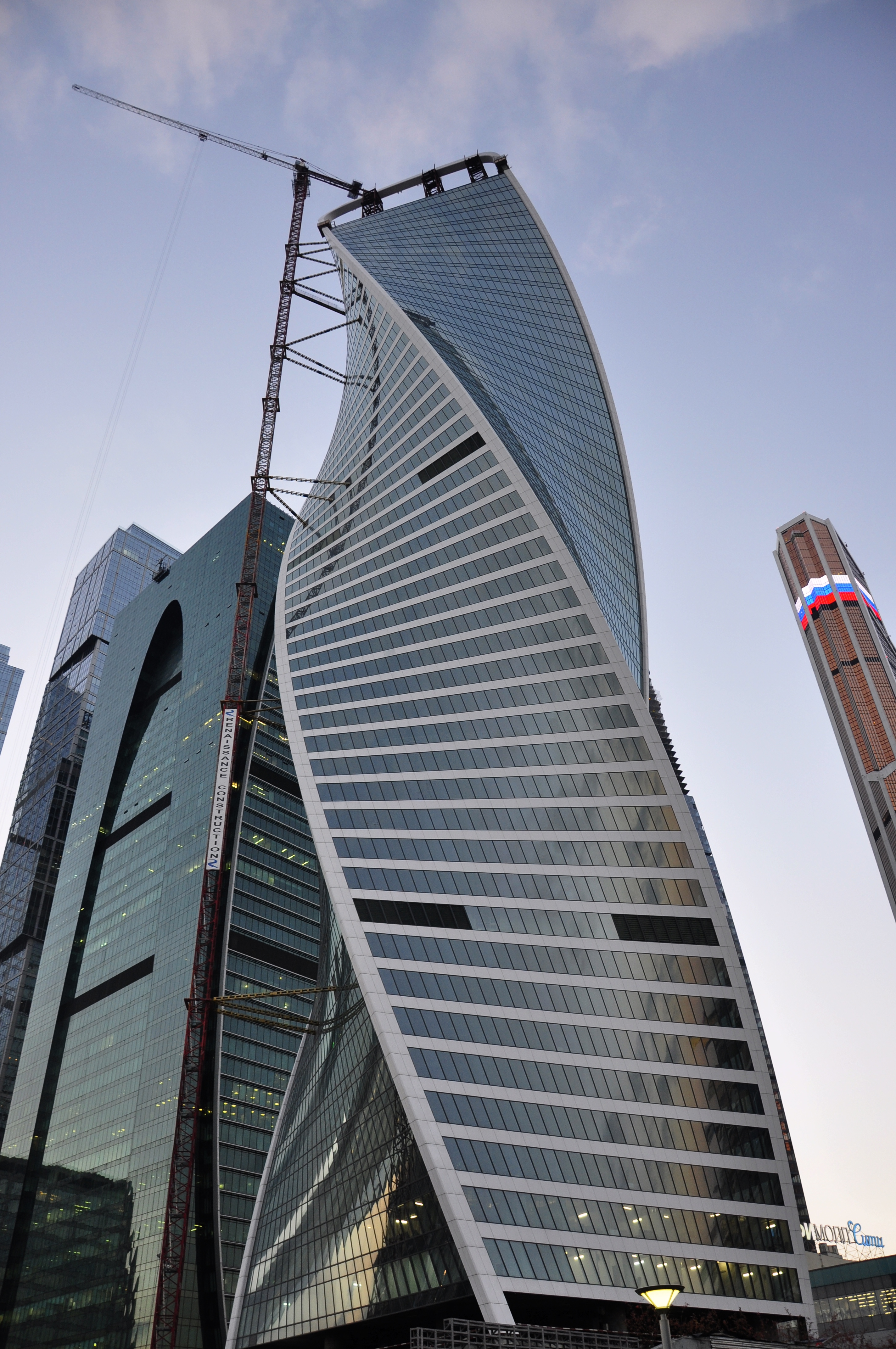
في أكتوبر 2014
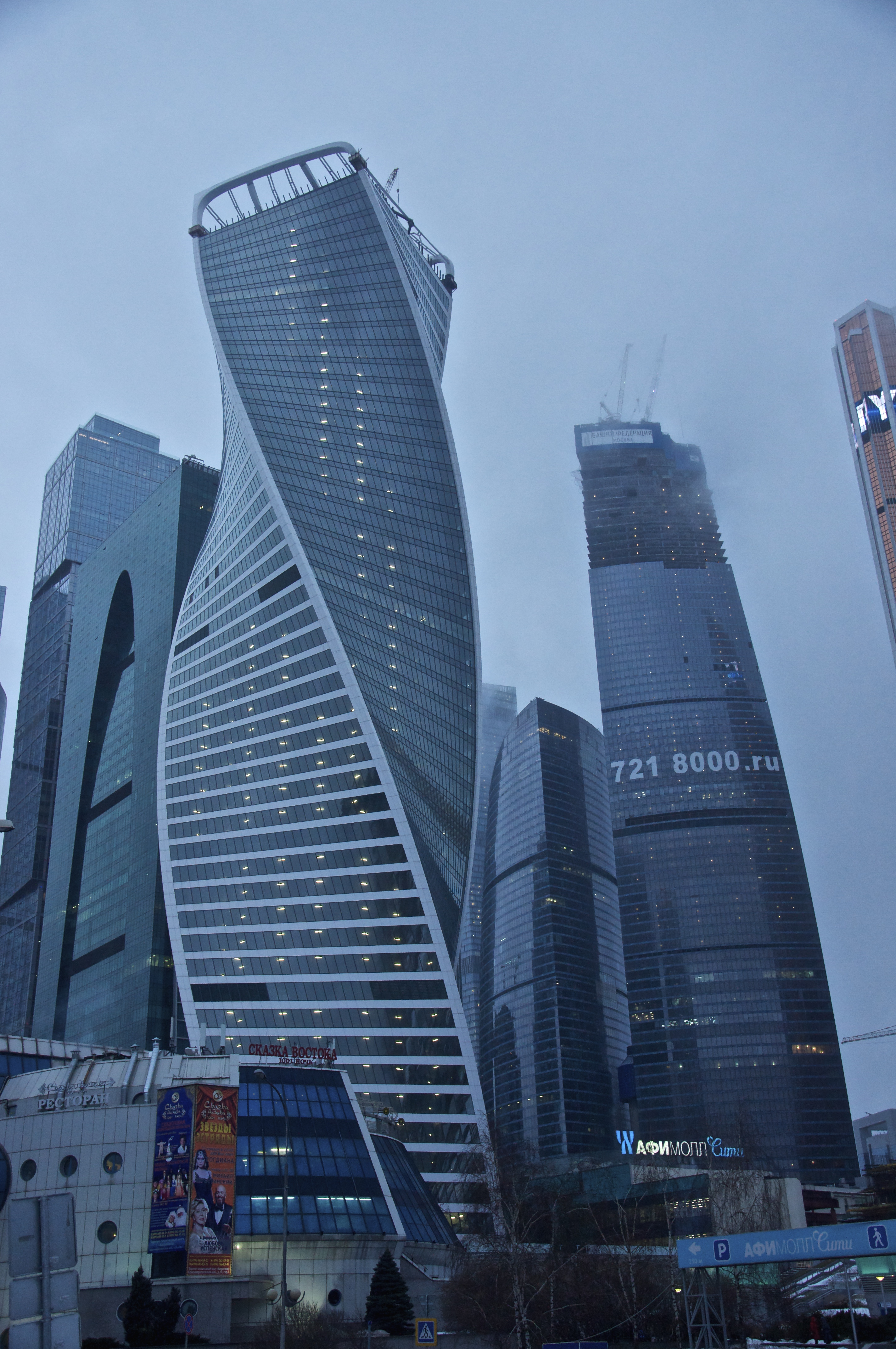
في جانفي 2015

## وصلات خارجية
- animation evolution tower